# Gelenipsa
Gelenipsa là một chi bướm đêm thuộc họ Noctuidae.